# Parque Pedagógico Etnobotánico OMAERE
El Parque Pedagógico Etnobotánico OMAERE la palabra "Omaere" significa "naturaleza de la selva" en el idioma nativo Waorani. 
Es una reserva de bosque tropical reforestado y jardín botánico, que conserva las plantas más importantes para las culturas indígenas amazónicas. Tiene una extensión de 15.6 hectáreas y alberga Orquídeas y especies vegetales de la zona de bosque húmedo premontano en Puyo Cantón Pastaza, Amazonía Ecuador.
El código de identificación del Parque Pedagógico Etnobotánico OMAERE como miembro del "Botanic Gardens Conservation Internacional" (BGCI), así como las siglas de su herbario es OMAER.
En TripAdvisor, es el número uno de los 16 atractivos turísticos en Puyo.

## Localización
Este parque se ubica en el Barrio Obrero de Puyo, siguiendo el sendero del Paseo Turístico del Río Puyo por unos 200 metros. 
Junto a un puente colgante del sendero, se encuentra la entrada principal al Parque Omaere. 
Parque Pedagógico Etnobotánico OMAERE Paseo Turístico del Río Puyo, Puyo, Cantón Pastaza, Provincia de Pastaza, Ecuador.
Planos y vistas satelitales.00°14′45.8400″S 078°31′27.1200″O / -0.246066667, -78.524200000
Es una zona climática lluviosa tropical, la temperatura varía entre los 18° y 33° grados centígrados debido a su altitud (924 m.) y su ubicación en la amazonía ecuatoriana.
El parque atiende todos los días, menos lunes, de 9 AM a 5 PM. Se cobra una pequeña tarifa de entrada.

## Historia
El parque fue fundado en 1993 por una señora Shuar y dos francesas. Ellas formaron la "Fundación Omaere" y compraron una parcela de 15 hectáreas en las afueras de Puyo y comenzaron a sembrar las plantas más útiles para las culturas indígenas. 
La Fundación Omaere tiene el objetivo de salvaguardar especies de plantas importantes para las culturas amazónicas y difundir estas culturas
Entre sus objetivos se encuentra el promover la Educación Ambiental, conservación de los recursos naturales y la investigación científica de la flora amazónica y presentar el Parque Pedagógico Etnotánico OMAERE como una alternativa de Desarrollo Sustentable para las comunidades interesadas en adquirir conocimientos a través de esta práctica.

## Colecciones
El parque presenta colecciones de plantas herbáceas, arbustos y árboles tradicionales en las culturas de la selva. 
El parque es eminentemente étnico y botánico, por esta razón se hallan aquí muchas plantas nativas que han sido usadas por los indígenas de la jungla amazónica, para curarse de sus dolencias durante milenios. 
Este interés surgió debido a que un gran porcentaje de las medicinas tradicionales de las nacionalidades indígenas amazónicas que se han probado efectivas aun en la curación de enfermedades complicadas como la malaria, dolores abdominales, musculares, etc 
- Plantas de importancia etnobotánica.
- Plantas Nativas.
- Colección de orquídeas
- Bromelias
- Araceae,
- Plantas ornamentales

En el tiempo transcurrido desde 1993 en la zona del bosque reforestado en crecimiento el bosque se ha regenerado de tal forma que parece casi natural y ha dado lugar al crecimiento de especies arbóreas nativas de la amazonía como: laurel, aguano (sp. en extinción), cedro blanco, sandi, chuncho, huambulo, canelo, jatuncholo, palo de boya, achotillo, balsa, café de campo, ceibo, algodón, tucuta, caucho, palo cruz, zapote silvestre, arrayán, cuero de sapo, cabo de hacha, roble ornamental, moral fino, roble rojo, roble Rosado, entre otros.
Cuenta además con un sector destinado al cultivo de especies comestibles como yuca, papa china, zanahoria blanca o mandioquiña salsa (Arracacia xanthorriza), maní de monte o sacha inchi (Plukenetia volubilis), culantro de monte, zapallo, vainita, y otros.
Los guías generalmente son guías nativos que explican sus costumbres y tradiciones. Así se puede conocer de manera clara y precisa las formas de vida de las nacionalidades Shuar y Waorani. Se puede visitar sus casas típicas y mirar los instrumentos utilizados por ellos, entender su cultura y costumbres tradicionales, todo en un ambiente natural y selvático.
Algunos especímenes de los bosques nubosos de Ecuador.

Especímenes
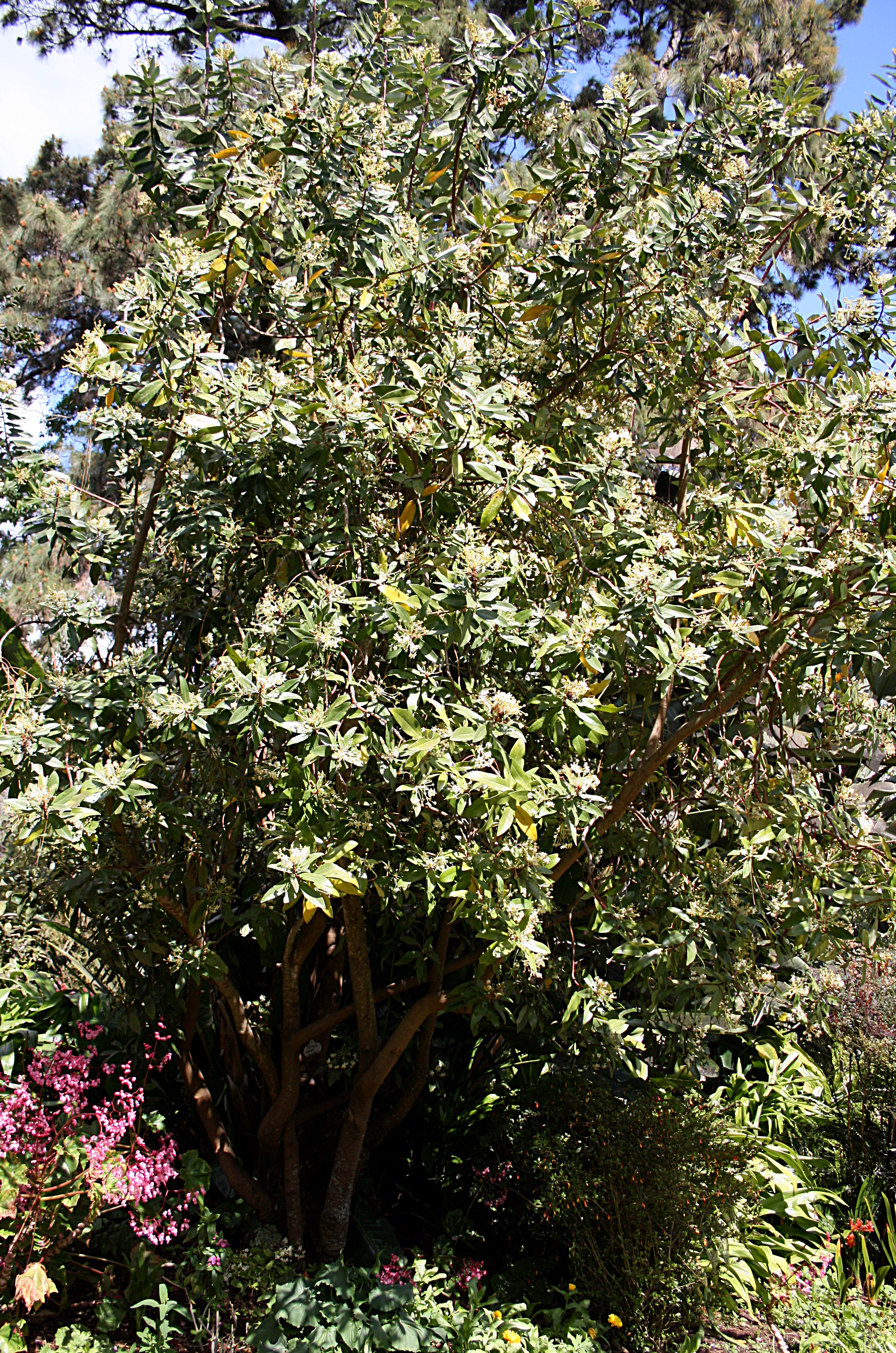
Canelo Drimys winteri.
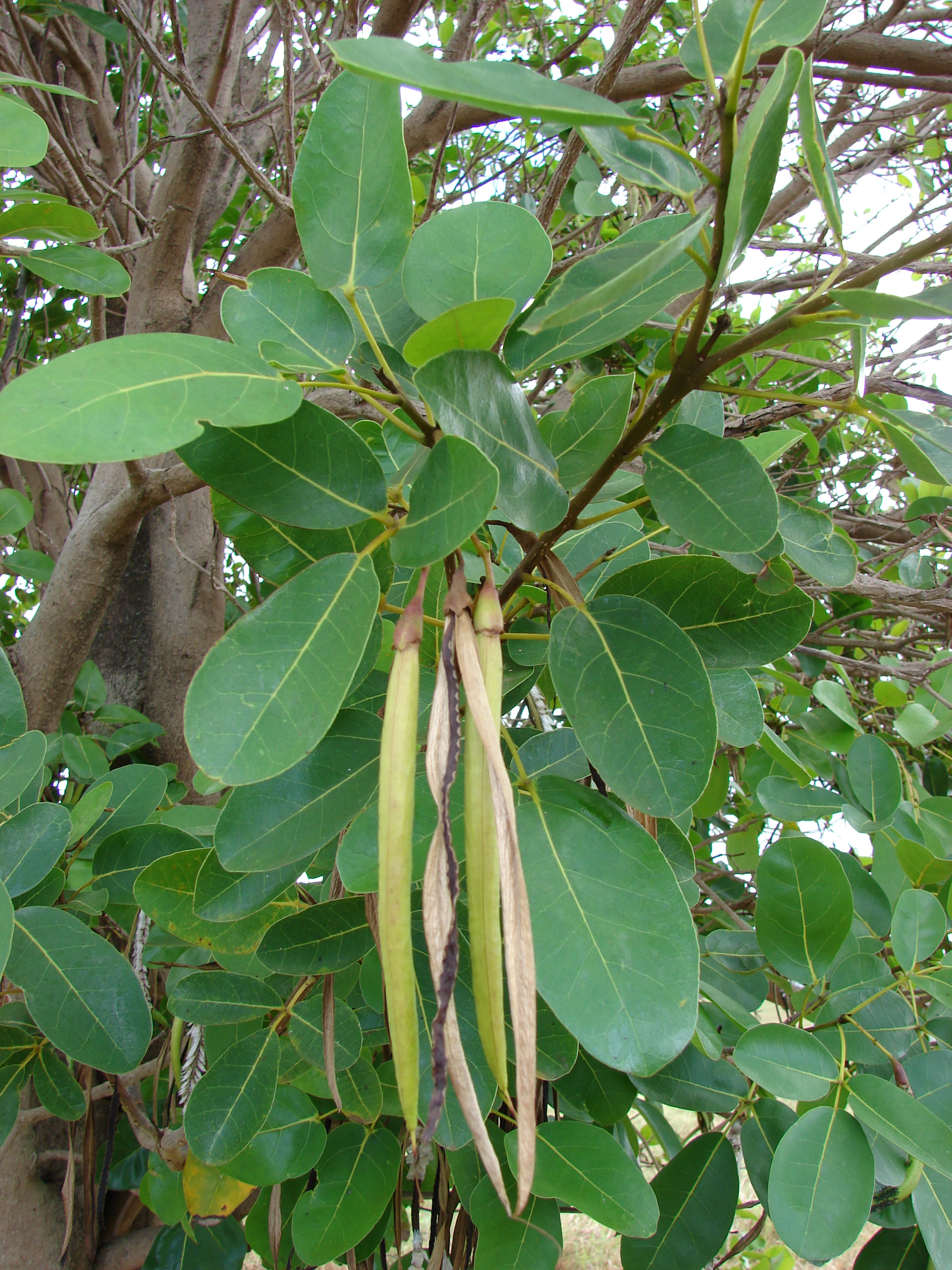
Tabebuia rosea.
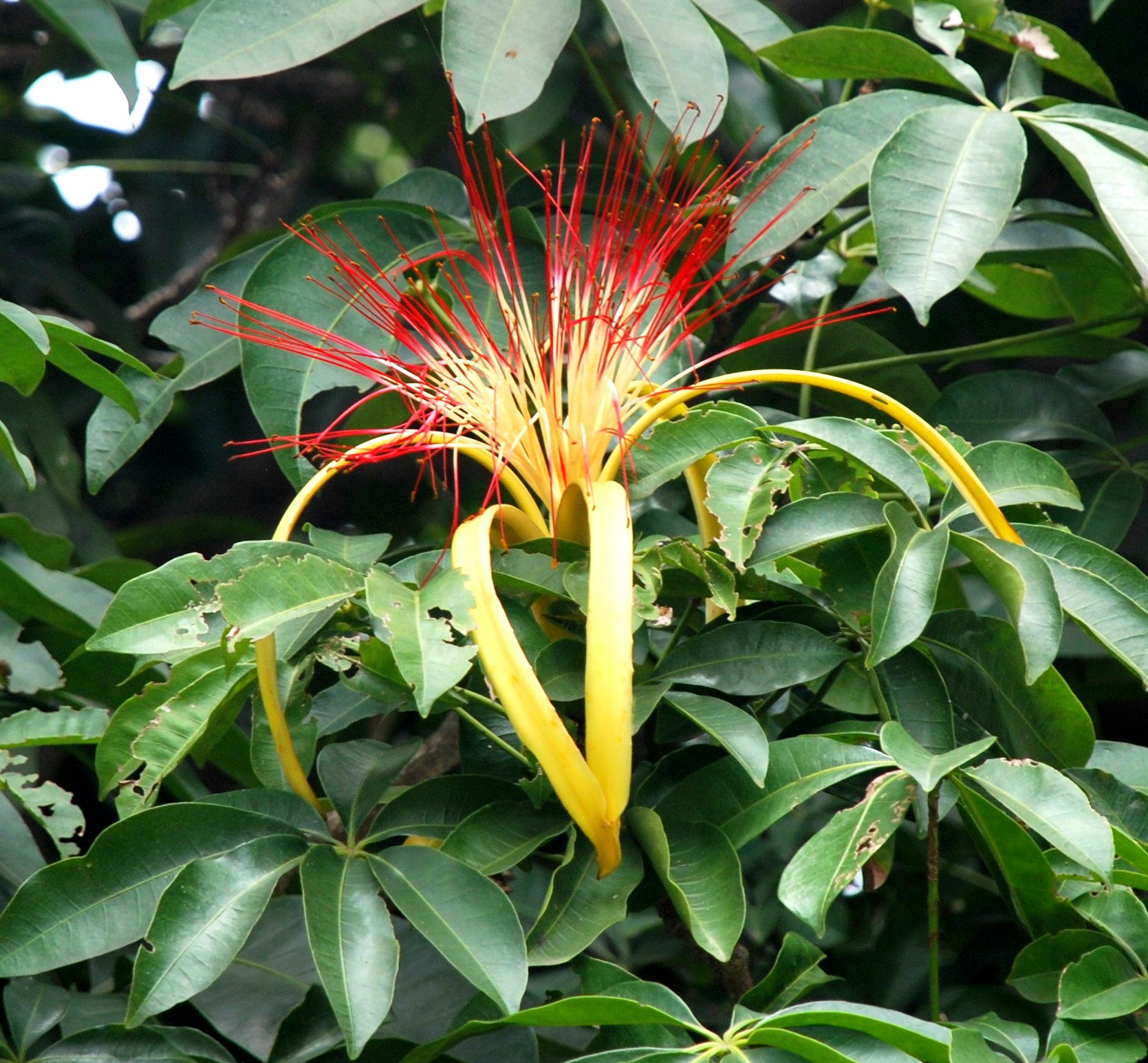
Pachira aquatica
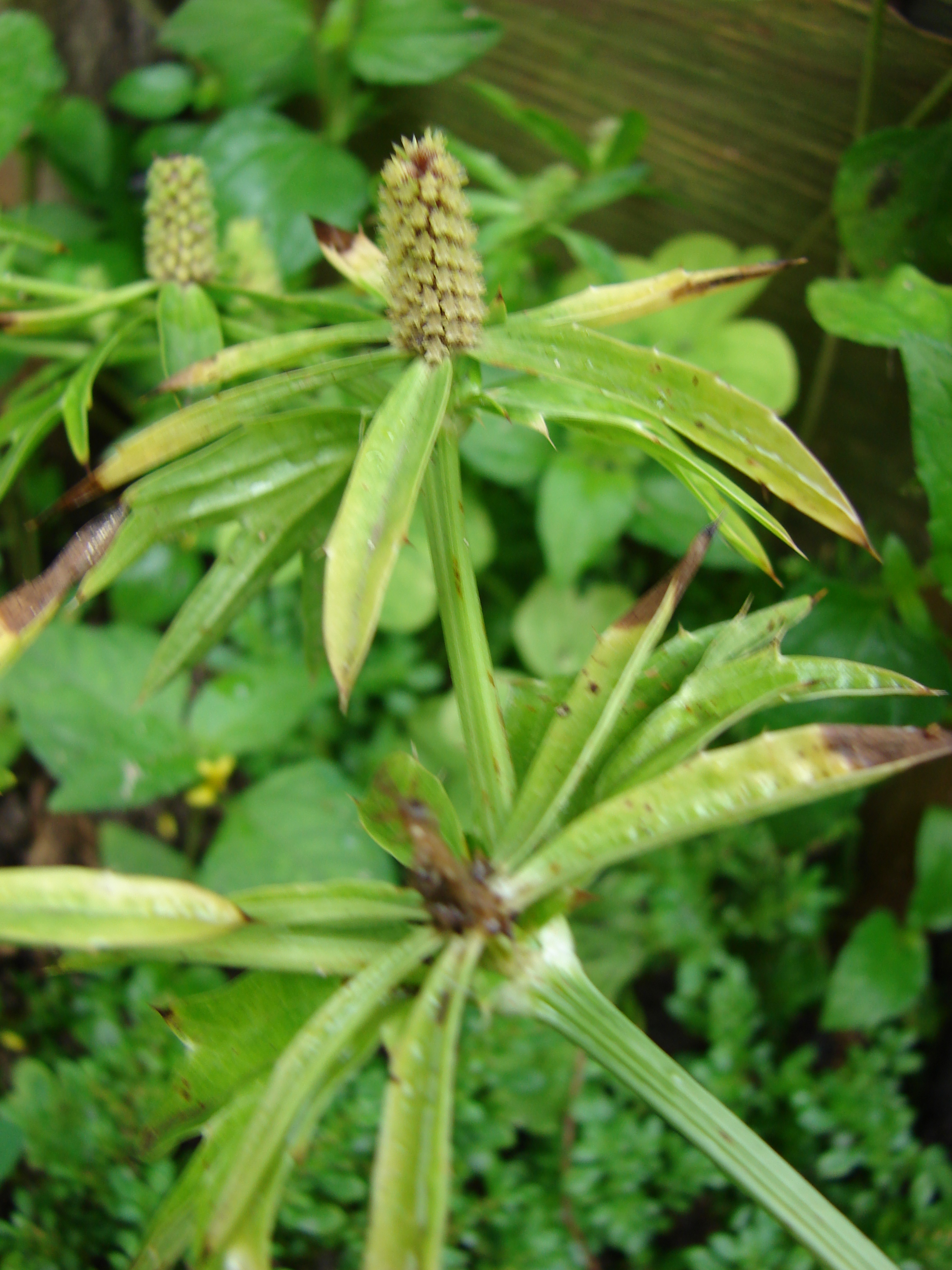
Eryngium foetidum.
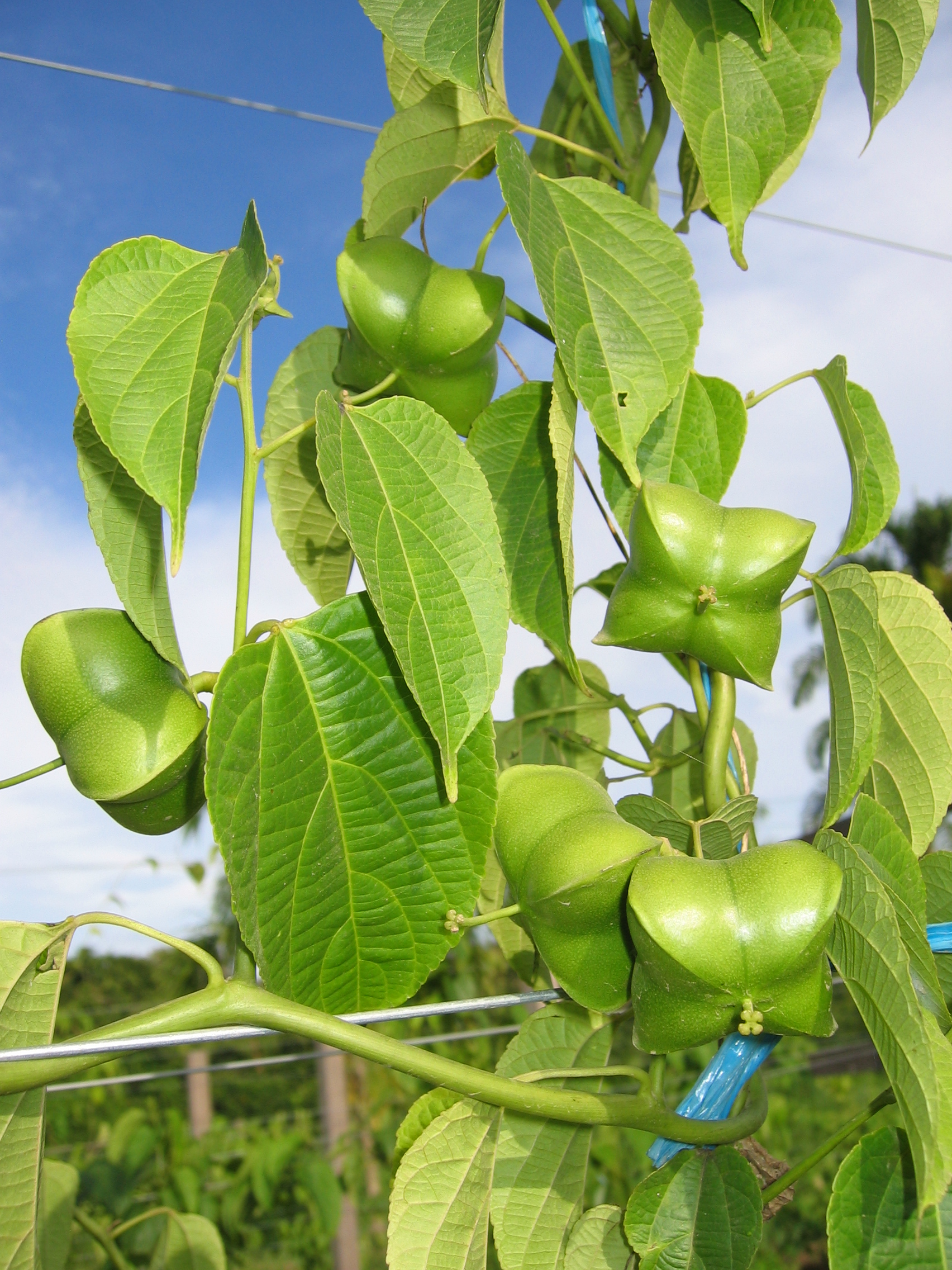
Sacha inchi Plukenetia volubilis